# 飓风艾瑞丝
飓风艾瑞丝（英語：Hurricane Iris）是继1961年的飓风哈蒂以来对伯利兹破坏最严重的一场飓风，也是2001年大西洋飓风季期间仅次于飓风米歇尔的第二强风暴。艾瑞丝是该飓风季第9个获得命名的风暴，第5场飓风和第3场大型飓风，源于10月4日巴巴多斯东南方向近海的一股东风波。系统向西穿越加勒比地区，于10月5日在波多黎各以南海域增强成热带风暴，再于次日达到飓风强度。艾瑞丝在多米尼加共和国以南洋面经过时给该国带去暴雨，引发山体滑坡，造成8人丧生。之后飓风从牙买加以南掠过，摧毁了两套房屋。进入加勒比海西部时，气旋进入爆发性增强期并达到萨菲尔-辛普森飓风等级下的四级飓风标准。飓风的规模很小，风眼直径仅为11公里，达到风速每小时230公里强度后不久于10月9日从托莱多区的猴河镇附近登陆伯利兹南部。气旋在中美洲上空迅速消散，不过其残留对东太平洋的热带风暴曼努埃尔形成有促进作用。
伯利兹受到的破坏最为严重，损失数额达2.5亿美元（2001年美元，相当于2025年的4.3億美元）。由于的飓风覆盖面较小，因此其造成的破坏主要是托莱多区72%的房屋和斯坦克里克区50%的房屋。这场风暴一共令该国3718套房屋受损或被毁，该国最贫困地区的35个村有95%的民房毁于一旦。艾瑞丝导致约1.5万人无家可归，其中许多人获得了政府和当地红十字会分会的援助。狂风还破坏了大片森林和农作物，香蕉产业受到的影响最为严重。这场气旋一共夺走了伯利兹24人的生命，其中有20人是在比格克里克附近因潜水船沉没丧生。风暴还造成附近的危地马拉8人遇难，约2500套房屋受损，之后还给墨西哥南部带去暴雨，当地也有两人死亡。

## 气象历史
2001年9月底，一股结构混乱的东风波向西行进穿越热带大西洋，并经过了一片存在不利其发展的风切变区域，这片风切变是由小安的列斯群岛东北方向海域一片低压槽中包含的大规模上层低气压产生。几天后，上层低气压与低压槽分离并向西南方向进入加勒比海上空，令东风波上空得以形成上层高压脊或高气压区。这样的外界环境变化有利于热带系统发展，东风波的轴线上很快有对流区蓬勃发展。随着东风波逼近小安的列斯群岛，其最深层对流内有中层环流形成，卫星图像还显示系统中的下层环流渐趋明显。协调世界时10月4日中午12点，气旋位于巴巴多斯东南方向约160公里洋面，其下层环流虽然规模很小并且杂乱无章，但系统的组织结构已经有了足够改善，令其成为2001年大西洋飓风季的第十一号热带低气压。不过在实际操作中，飓风猎人侦察机要一直到9小时后才确认热带低气压形成。
低气压起初因北面一片强烈高压脊的影响向西北偏西方向移动，从圣文森特岛和圣卢西亚之间经过。与形成前24小时的状态相比，低气压的外流有所改善，对流也更明显，但下层环流仍然杂乱无章。这样的形态也得到了飓风猎人的确认，虽然从卫星图像层次分明，但侦察机未能在系统中发现密闭环流。10月5日晚上21点，新的飓风猎人报告表明环流出现增强，飞行高度层风力时速达到119公里，相当于每小时95公里的海面风速。根据这些数据，美国国家飓风中心将位于波多黎各南海岸以南约250公里海域的低气压升级成热带风暴，并将其命名为“艾瑞丝”（Iris）。不过在飓风季过去后进行重新分析时，美国国家飓风中心估计风暴在约9小时前就达到了热带风暴标准。

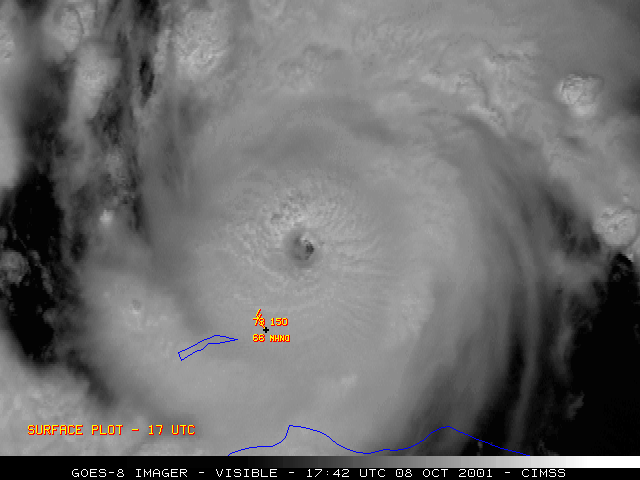
位于西加勒比海的飓风艾瑞丝

虽然风暴有所强化，并且卫星图像上也是层次分明，但其中的环流结构却没有得到改善。美国国家飓风中心在针对艾瑞丝进行的第一轮探讨中认为，系统如果继续保持较快的移动速度，那么有可能会退化成东风波。一位气象预报员认为，气旋中心非常脆弱，如果接触到南面的强烈风切变就会很快消散。但到了10月6日，虽然风暴的总体外观并没有显著变化，但飓风猎人却在其中发现了直径37公里的闭合风眼，并且还出现了体育场效应。当晚，艾瑞丝在多米尼加最南端的西南近海达到飓风强度，美国国家飓风中心认为，气旋与大安的列斯群岛陆地的相互作用将成为唯一阻碍其进一步发展的因素。10月17日清晨，系统风速达到每小时140公里，其强度接下来稳定了约24小时。在这段时间里，飓风的卫星图像因外流受限而变得略有些不规则，这可能是由一股上层低气压导致。到10月7日晚，艾瑞丝的飓风强度风力范围从22公里宽的风眼向外只延伸了35公里。
10月8日清晨，风暴转向西南偏西远离大安的列斯群岛，然后开始因海面温度高、风切变也很少而再度得到强化。美国国家飓风中心预计气旋会在袭击伯利兹前达到风力时速165公里强度。艾瑞丝在这天进入为期12小时的爆发性增强期，风速从每小时150公里提高到225公里，达到萨菲尔-辛普森飓风等级下的四级飓风标准，这段时间里其最低中心气压还下降了毫巴（百帕，1.12英寸汞柱）。飓风在增强期间发展出同心风眼墙，最内层的风眼直径仅有11公里。作为参照，截至2013年，有纪录以来大西洋飓风中最小的风眼直径是2005年飓风威尔玛的仅有约5公里。由于风眼太小，飓风猎人无法向风暴中心投放投落送，并且最内层的风眼也于飓风核心在洪都拉斯近海沿海岸线平行移动时坍塌。艾瑞丝由此进入眼墙置换周期，强度略有下滑，但仅过了几小时就在伯利兹近海达到风力时速230公里的最高强度。10月9日凌晨2点，风暴从猴河镇（Monkey River Town）附近登陆伯利兹南部。
气象部门起初预测飓风艾瑞丝会在穿越中美洲期间保持热带气旋状态，然后在东太平洋重新强化，如果事实的确如此，其名称“艾瑞丝”将得以保留。但是，风暴在进入危地马拉山区上空期间迅速减弱，仅登陆6小时后就降级成了热带风暴。10月9日晚，登陆仅16小时的系统中的环流在墨西哥最东南部上空消散。系统残留到达东太平洋，原本艾瑞丝的环流以南发展出新的对流区。新系统在继续西进的过程中逐渐组织起来，发展成2001年太平洋飓风季的热带风暴曼努埃尔，这场新的风暴一直持续到了10月18日才因海面温度低和风切变的不利影响而消散。

## 防灾措施
前后4天的时间里，气象部门一共发布了16份有关艾瑞丝的热带气旋警告，影响的国家和地区包括多米尼加共和国、古巴的格拉玛省和圣地亚哥省、牙买加、开曼群岛、尤卡坦半岛、危地马拉、洪都拉斯和伯利兹。牙买加启动了国家紧急行动中心，还开设了多个避难所，但这些避难所最终没有派上用场。
伯利兹在飓风登陆前约23小时收到飓风警告。该国于10月8日气旋即将登陆前进入紧急状态，所有应急委员会均予启动，以便迅速开展恢复工作。政府向斯坦克里克区和托莱多区的沿海村庄以及所有的近海岛屿发布强制撤离令。伯利兹市发布了自愿疏散令，该市的主要医院也予撤离以防万一。全国共有1万1380人离开家园，其中有许多人都是伯利兹市居民。这些疏散工作降低了之后的死亡人数。伯利兹在一年前受到了飓风基斯的惨重打击，因此部分市民对艾瑞丝的破坏力有一定的认识。多个救灾小组在预计艾瑞丝登陆日期的次日到达灾区。泛美卫生组织的工作人员也在伯利兹进入待命状态，危地马拉和洪都拉斯都做好了应对任何灾后疾病爆发的准备。
10月8日，洪都拉斯政府宣布所有北部地区进入红色警戒状态，建议居民做好应对“极端天气情况”的准备。该国约有5000人离开家园。伯利兹以北的墨西哥官员疏散了渔村村民，还关闭了多个港口。

## 影响
| 国家和地区 | 死亡人数 |
| ---------- | -------- |
| 伯利兹     | 23       |
| 多明尼加   | 3        |
| 危地马拉   | 8        |
| 墨西哥     | 2        |
| 共计       | 36       |

### 小安的列斯和大安的列斯群岛
气旋尚处发展阶段时，其北面远至圣托马斯岛的居民就报告出现了降水和雷暴活动。多米尼国共和国沿岸的降雨量约为76毫米，导致多条河流溢出，35户家庭被迫离开家园。降水在圣多明哥城外引起山体滑坡，摧毁了一套民房，一家三口因此遇难。当地还发生了另一起山体滑坡，导致两人受伤。风暴途经牙买加期间摧毁了两套房屋，还令另外两套受损，导致1人受伤。除此以外该国所受影响很小。

### 海上
伯利兹的比格克里克（Big Creek）有一艘37米长的水肺潜水船可能因受到飓风催生龙卷风的袭击而倾覆。这艘船名叫“舞浪者号”（Wave Dancer），当时共载有28人，其中20人来自美国弗吉尼亚州里士满的里士满潜水俱乐部，事件发生时没有人潜水，大部分人都待在船的上层甲板。船长推迟了返回陆上的时间，船上众人在等徒风暴经过码头，没料到飓风会如此猛烈。艾瑞丝扯断了连接船只和码头的绳索，导致船翻入3.7米深的水中。最终只有8人幸存，另外20人估计均已遇难，但人们一共只找到了11具遗体，遇难者中有15位来自里士满地区，还有3位是船上工作人员。
另外还有一艘名为“文德拉号”（Vendera）的船也在风暴期间倾覆，当时也有人正在船上。

### 伯利兹
| 伯利兹最潮湿的热带气旋 已知最高降雨量 | 伯利兹最潮湿的热带气旋 已知最高降雨量 | 伯利兹最潮湿的热带气旋 已知最高降雨量 | 伯利兹最潮湿的热带气旋 已知最高降雨量 | 伯利兹最潮湿的热带气旋 已知最高降雨量 |
| 降雨量                                | 降雨量                                | 风暴                                  | 地点                                  | 来源                                  |
| 排名                                  | 毫米                                  | 风暴                                  | 地点                                  | 来源                                  |
| ------------------------------------- | ------------------------------------- | ------------------------------------- | ------------------------------------- | ------------------------------------- |
| 1                                     | 829.8                                 | 飓风基斯                              | 菲利普·戈尔德松机场                   | [ 28 ]                                |
| 2                                     | 546.6                                 | 第十六号热带低气压                    | 鲍尔迪灯塔                            | [ 29 ]                                |
| 3                                     | 249.2                                 | 热带风暴尚塔尔                        | 塔山                                  | [ 30 ]                                |
| 4                                     | 246                                   | 飓风米奇                              | 中心农场气象站                        | [ 31 ] [ 32 ]                         |
| 5                                     | 241                                   | 飓风格特                              | 汉汀库尔                              | [ 33 ]                                |
| 6                                     | 179                                   | 飓风葛丽泰                            | 中心农场气象站                        | [ 32 ]                                |
| 7                                     | 152.4                                 | 飓风菲菲                              | 拉珀拉什奇亚                          | [ 34 ]                                |
| 8                                     | 131                                   | 热带风暴赫敏                          | 中心农场气象站                        | [ 32 ] [ 35 ]                         |
| 9                                     | 101.6                                 | 飓风艾瑞丝                            |                                       | [ 36 ]                                |
| 10                                    | 68                                    | 飓风欧泊                              | 中心农场气象站                        | [ 32 ] [ 37 ]                         |

飓风艾瑞丝以风力时速233公里强度从伯利兹登岸，陆地上测得的最高风速是比格克里克一座气象站测得的每小时171公里。风暴的直径较小，因此只给该国南部约110公里范围内的区域造成严重破坏。该区域出现了高达4.6米的风暴潮，浪高则超过4米，造成街道洪水泛滥，一些近海珊瑚礁受损。
风暴上岸后令数十个村庄的房屋和学校受损。有35个村庄里超过95%的建筑物被彻底摧毁。由于气旋的规模较小，因此受灾最严重的主要局限在托莱多区和斯坦克里克区，这两个区位于该国最南部，也是最贫困的区。托莱多区有约72%的房屋被毁，斯坦克里克区也有约50%，导致约1.5万人流离失所。两个区都出现停电，供水也受到污染。受灾最严重的地区有许多生活在农场的贫困玛雅人失去了绝大部分财产。接近海岸线的珀拉什奇亚（Placencia）有约80%的民房被毁，余下的建筑物中也大部分存在屋顶受损的情况，街上还有许多倒塌的电线杆。附近的塞纳拜特（Seine Bight）有约90%的房屋被毁，艾瑞丝登陆的猴河镇则有超过90%的民房毁于一旦。伯利兹南部有许多道路和渔业码头受损。飓风还破坏了旅游设施，该国的玛雅遗址也受到轻度影响，全国有20%的酒店房间受损，损失数额达到3700万美元（2001年美元，相当于2025年的6367萬美元）。该国其他地区基本上没有受到这场风暴的影响。
艾瑞丝产生的狂风对伯利兹南部的农作物构成破坏，有些地方的收割工作才刚刚开始。约有2000公顷香蕉、超过1400公顷水稻和1200公顷玉米被毁，其他农作物的受损程度较轻。风暴还淹没了农田，导致许多牧蓄死亡。由于水受到污染等多种因素的影响，对虾养殖业的收成减少了四分之一。伯利兹的农作物估计遭受了1.03亿美元（2001年美元，相当于2025年的1.77億美元）的损失，其中香蕉占了大部分。狂风还破坏了大片森林，一些灾区有40%的树木被连根拔起。许多动物的栖息地因此受到影响，猴河附近很可能有大量吼猴死亡。风暴产生的大浪侵蚀了海滩，但海上所受影响远小于前一年的飓风基斯。不过，风暴过后还是出现了大量鱼类死亡的报道，这可能是由于海水中大量物质腐烂，导致氧含量太低所致。
伯利兹全国有3718户民宅受损或被毁，对2万1568万人直接构成影响，占该国人口的8.5%。有31所学校、17个医疗机构和21幢政府大楼受损或被毁。包括高速公路和桥梁在内的交通基础设施也遭受了约2500万美元（2001年美元，相当于2025年的4302萬美元）的破坏。艾瑞丝一共夺走了伯利兹及其近海共24人的生命，其中包括“舞浪者号”沉船事故的20名遇难者。该国共计遭受的损失数额约为2.5亿美元（2001年美元，相当于2025年的4.3億美元），艾瑞丝由此成为继1961年的飓风哈蒂以来对该国破坏最严重的风暴。

### 中美洲其它地区
危地马拉和洪都拉斯因大浪和暴雨引起大范围停电。危地马拉的降雨量在76到102毫米之间，引起山洪暴发和山体滑坡，导致近百人受伤。受灾最重的是该国南部的贝登省。全国共有26所学校和2500套民宅受损。危地马拉全国估计有2.75万人受到这场飓风影响。该国共有8人遇难，其中两人是因被倒塌的树木砸中后伤重不治。
风暴残留给墨西哥南部带去暴雨，恰帕斯州的累计降雨量达到122毫米。瓦哈卡州也出现暴雨，一共导致120套房屋受损。一个村庄爆发泥石流，摧毁了20套房屋，还夺走了一个儿童的生命，该州还有一名男子被洪水卷走后溺亡。

## 善后
10月9日，伯利兹政府发布安全信号，表示风暴已完全过去，重建和损失评估工作拉开帷幕。政府宣布托莱多区和斯坦克里克区成为灾区，官员还宣布实行宵禁。艾瑞丝过去后次日，伯利兹市的机场得以重新开放，除南部外该国其他所有地区的交通都已恢复正常。南部居民由于无法获取清洁的水源而只能喝下不干净的水。官员派出多个医疗队前往南部受灾最严重的区域。贝尔墨邦红十字会分会呼吁居民向风暴灾民捐献钱款、衣服和食品。红十字会还开设了多间庇护所，为超过7000人提供食物。到了10月19日，伯利兹南部大部分道路都已恢复通行。政府印制了新的邮票帮助支付重建所需，还核定支出120万美元（2001年美元，相当于2025年的206萬美元）用于重建受损民宅。为了帮助庄稼受损的农民，伯利兹政府提供了化肥和8200公斤玉米种子。风暴过去后，世界粮食计划署和伯利兹红十字会合作，向约9000户家庭提供食品。到了10月31日，红十字会已经向受风暴严重影响的4800人提供了毛毯、防水布和卫生用品。住房逐渐得到修复，农作物生产到2002年初已恢复正常。2001年圣诞节前后，伯利兹红十字会向14个受风暴影响村庄的学童提供了礼物。香蕉作物的损失导致2002年的销售下滑了22%，之后情况逐渐有所好转。
伯利兹政府在艾瑞丝登陆数天后呼吁国际社会提供援助，许多国家为此伸出了援手。英国派出一架直升机协助损失评估，还有一组人员前去对水源进行净化。美国也派出损失评估组，还捐献了塑料布。危地马拉本已遭受严重损失，但该国政府还是派出一支由来自全国各地成员组成的工作队协助伯利兹的救灾恢复工作。墨西哥送来了毛毯、床垫、食品、饮用水和一支医疗队。日本政府送来了帐篷和毯子，中华人民共和国政府捐献了230公斤大米和干果。此外，联合国的多个部门一共捐献了22.5万美元（2001年美元，相当于2025年的38.7萬美元）。
风暴过去后，“舞浪者号”沉船事故的美国遇难者遗体被送回弗吉尼亚州里士满。为这艘船承保的保险公司与幸存者和遇难者家属达成400万美元（2001年美元，相当于2025年的688萬美元）的赔偿协议。“舞浪者号”的运营商在这起事故发生后仍然得以继续经营。
2002年春，世界气象组织将本场飓风的名称“艾瑞丝”（Iris）予以退役，今后永远都不会在北大西洋热带气旋命名时采用。用来替换的新名称是“英格丽德”（Ingrid），于2007年大西洋飓风季期间首度采用，但到了2013年大西洋飓风季期间再度使用后，由于飓风英格丽德对墨西哥造成了严重损失，因此这个名称也已退役，由“伊梅尔达”（Imelda）替换。